# Colaco
Colaco es una localidad de la comuna de Calbuco, dentro de la Provincia de Llanquihue, en la Región de Los Lagos, está situado a 32,1 km de Calbuco (Ciudad más cercana) y a unos 55,7 km de Puerto Montt, además, es orillado por el Canal de Chacao. Según el Instituto Nacional de Estadísticas contaba con una población de 131 habitantes.